# Warsaw Open (1998-2008)
Il Warsaw Open noto come Orange Warsaw Open per motivi di sponsorizzazione (precedentemente conosciuto come Sopot Open con il nome sponsorizzato Orange Prokom Open) è stato un torneo di tennis che si disputava in Polonia tra il 1992 e il 2008. Il torneo si è sempre disputato a Sopot a eccezione dell'ultima edizione, giocata nel 2008 sui campi del Warszawianka Courts di Varsavia.
Inaugurato nel 1992 come Challenger femminile, nel 1998 diventò un Tier IV e l'anno successivo venne promosso a Tier III. Il torneo maschile ha sempre fatto parte della categoria ATP International Series e fu introdotto nel 2001 prendendo il posto dell'Open di San Marino. L'ultima edizione del torneo femminile si tenne nel 2004.
Nel singolare il record è condiviso fra Tommy Robredo e Nikolaj Davydenko con due trofei a testa. Nel doppio invece due coppie hanno lottato negli anni per la conquista del record per disciplina, quella formata da František Čermák e Leoš Friedl e quella formata da Mariusz Fyrstenberg e Marcin Matkowski con quest'ultima che alla fine ha prevalso per una vittoria in più con 4 titoli totali. Il doppio femminile invece ha visto nell'argentina Paola Suárez l'unica tennista che è riuscita a doppiare il suo successo nella disciplina.

## Albo d'oro

### Singolare
| Varsavia | Varsavia              | Varsavia         | Varsavia         |
| Anno     | Vincitore             | Finalista        | Punteggio        |
| -------- | --------------------- | ---------------- | ---------------- |
| 2008     | Nikolaj Davydenko (2) | Tommy Robredo    | 6–3, 6–3         |
| Sopot    |                       |                  |                  |
| Anno     | Vincitore             | Finalista        | Punteggio        |
| 2007     | Tommy Robredo (2)     | José Acasuso     | 7–5, 6–0         |
| 2006     | Nikolaj Davydenko (1) | Florian Mayer    | 7–6(5), 5–7, 6–4 |
| 2005     | Gaël Monfils          | Florian Mayer    | 7–6(6), 4–6, 7–5 |
| 2004     | Rafael Nadal          | José Acasuso     | 6–3, 6–4         |
| 2003     | Guillermo Coria       | David Ferrer     | 7–5, 6–1         |
| 2002     | José Acasuso          | Franco Squillari | 2–6, 6–1, 6–3    |
| 2001     | Tommy Robredo (1)     | Albert Portas    | 1–6, 7–5, 7–6(2) |

### Doppio
| Varsavia | Varsavia                                     | Varsavia                          | Varsavia         |
| Anno     | Vincitori                                    | Finalisti                         | Punteggio        |
| -------- | -------------------------------------------- | --------------------------------- | ---------------- |
| 2008     | Mariusz Fyrstenberg (4) Marcin Matkowski (4) | Nikolaj Davydenko Jurij Ščukin    | 6–0, 3–6, [10–4] |
| Sopot    |                                              |                                   |                  |
| Anno     | Vincitori                                    | Finalisti                         | Punteggio        |
| 2007     | Mariusz Fyrstenberg (3) Marcin Matkowski (3) | Martín García Sebastián Prieto    | 6–1, 6–1         |
| 2006     | František Čermák (3) Leoš Friedl (3)         | Martín García Sebastián Prieto    | 6–3, 7–5         |
| 2005     | Mariusz Fyrstenberg (2) Marcin Matkowski (2) | Lucas Arnold Ker Sebastián Prieto | 7–6(7), 6–4      |
| 2004     | František Čermák (2) Leoš Friedl (2)         | Martín García Sebastián Prieto    | 2–6, 6–2, 6–3    |
| 2003     | Mariusz Fyrstenberg (1) Marcin Matkowski (1) | František Čermák Leoš Friedl      | 6–4, 6(7)–7, 6–3 |
| 2002     | František Čermák (1) Leoš Friedl (1)         | Jeff Coetzee Nathan Healey        | 7–5, 7–5         |
| 2001     | Paul Hanley Nathan Healey                    | Irakli Labadze Attila Sávolt      | 7–6(10), 6–2     |

### Femminile

#### Singolare
| Sopot | Sopot             | Sopot            | Sopot             |
| Anno  | Vincitrice        | Finalista        | Punteggio         |
| ----- | ----------------- | ---------------- | ----------------- |
| 2004  | Flavia Pennetta   | Klára Zakopalová | 7–5, 3–6, 6–3     |
| 2003  | Anna Smashnova    | Klára Zakopalová | 6–2, 6–0          |
| 2002  | Dinara Safina     | Henrieta Nagyová | 6–3, 4–0 ritirata |
| 2001  | Cristina Torrens  | Gala León García | 6–2, 6–2          |
| 2000  | Anke Huber        | Gala León García | 7–6, 6–3          |
| 1999  | Conchita Martínez | Karina Habšudová | 6–1, 6–1          |
| 1998  | Henrieta Nagyová  | Elena Wagner     | 6–3, 5–7, 6–1     |

#### Doppio
| Sopot | Sopot                                      | Sopot                                          | Sopot     |
| Anno  | Vincitrici                                 | Finaliste                                      | Punteggio |
| ----- | ------------------------------------------ | ---------------------------------------------- | --------- |
| 2004  | Nuria Llagostera Vives Marta Marrero       | Klaudia Jans-Ignacik Alicja Rosolska           | 6–4, 6–3  |
| 2003  | Tetjana Perebyjnis Silvija Talaja          | Maret Ani Libuše Průšová                       | 6–4, 6–2  |
| 2002  | Svetlana Kuznecova Arantxa Sánchez Vicario | Evgenija Kulikovskaja Ekaterina Sysoeva        | 6–2, 6–2  |
| 2001  | Joannette Kruger Francesca Schiavone       | Julija Bejhel'zymer Anastasija Rodionova       | 6–4, 6–0  |
| 2000  | Virginia Ruano Pascual Paola Suárez (2)    | Åsa Svensson Rita Grande                       | 7–5, 6–1  |
| 1999  | Laura Montalvo Paola Suárez (1)            | Gala León García María Antonia Sánchez Lorenzo | 6–4, 6–3  |
| 1998  | Květa Peschke Helena Vildová               | Åsa Svensson Seda Noorlander                   | 6–3, 6–2  |